# Korwai
Korwai är en ort i Indien.   Den ligger i distriktet Vidisha och delstaten Madhya Pradesh, i den centrala delen av landet, 500 km söder om huvudstaden New Delhi. Korwai ligger 406 meter över havet och antalet invånare är 15 136.
Terrängen runt Korwai är mycket platt. Runt Korwai är det tätbefolkat, med 257 invånare per kvadratkilometer. Närmaste större samhälle är Etāwa, 18,0 km öster om Korwai. Trakten runt Korwai består till största delen av jordbruksmark.